# Marie-Éva de Villers
Marie-Éva de Villers est une linguiste et lexicographe québécoise, connue pour son Multidictionnaire de la langue française, publié pour la première fois en 1988, et ses nombreuses interventions dans les médias québécois relativement aux questions linguistiques.

## Parcours professionnel
De 1970 à 1980, elle est terminologue à l'Office de la langue française du Québec (OLF) sous la direction du linguiste Jean-Claude Corbeil. Elle y dirige le secteur de la terminologie de la gestion et publie de nombreux vocabulaires destinés aux entreprises ainsi qu’à l’enseignement de la gestion en français. 
En 1976, elle est chargée d'étudier la question de la féminisation des désignations de fonctions. Après de nombreuses consultations et recherches, elle rédige l'avis de recommandation prônant la féminisation des appellations d'emploi que publiera la Commission de terminologie de l'OLF à la Gazette officielle du Québec le 28 juillet 1979. Cet avis sera largement suivi, dès le début des années 1980. Les travailleuses québécoises optent très majoritairement pour l'utilisation de titres féminins, au rythme de leur accès à de nouvelles fonctions anciennement occupées par des hommes. La France imitera le Québec deux décennies plus tard.
En 1982, Marie-Éva de Villers obtient un baccalauréat en marketing (B.A.M.) à HEC Montréal. De 1983 à 1986, elle travaille à la Direction de la stratégie informatique de l'OFL, où elle est responsable du programme d'implantation bureautique et responsable de la promotion de l'informatique en français auprès des sociétés informatiques, des entreprises et de l'administration.
Elle quitte ensuite l'OLF pour travailler à l’élaboration du Multidictionnaire de la langue française. Elle basera son travail sur les données colligées chez son ancien employeur. Elle publie la première édition de son dictionnaire en 1988 aux Éditions Québec Amérique, et l'ouvrage reçoit un accueil généralement positif. Elle publie également chez le même éditeur La Grammaire en tableaux, puis La Nouvelle Grammaire en tableaux et le Multi des jeunes. 
De 1990 à 2013, elle a été chercheuse à HEC Montréal. Elle y dirigeait l’équipe responsable de la politique de la qualité de la communication de l'établissement auprès de l’ensemble des étudiants. Adoptée à l’unanimité par le corps professoral et l’ensemble des associations étudiantes de l’école, cette politique vise à donner aux diplômés en administration des affaires une excellente maitrise de la langue française, une très bonne connaissance de la langue anglaise et, de manière facultative, une connaissance de la langue espagnole ainsi qu’une introduction au chinois des affaires.
En 2004, après sept ans d'études et de recherches, elle devient titulaire d'un Ph. D. en linguistique de l'Université de Montréal. Sa thèse s'intitule Description et analyse synchroniques de faits lexicaux propres au français du Québec dans Le Devoir, illustration de la norme réelle du français québécois, recherche réalisée sous la direction de la professeure Monique Cormier. Transformée en essai, sa thèse est publiée chez Québec Amérique sous le titre, Le Vif Désir de durer, illustration de la norme réelle du français québécois. 
En 2006, parait aux Presses de l’Université de Montréal Profession lexicographe, premier titre de la collection Profession sous la direction de Benoît Melançon et Florence Noyer.
Marie-Éva de Villers intervient généralement dans les médias lors des débats sur la qualité de langue des Québécois, la maîtrise de la langue française par les jeunes, les ouvrages de référence, etc. Grâce à ses recherches et à ses divers postes d'observation de la langue au Québec depuis 1970, elle s'est forgé une vision résolument positive sur la qualité et la maitrise de la langue française au Québec. Elle s'intéresse tout particulièrement à la description du français québécois.

## Lexicographie et terminologie
- Conception du Multidictionnaire de la langue française (1re éd., 1988 ; 2e éd., 1992 ; 3e éd., 1997 ; 4e éd., 2003; 5e éd., 2009; 6e éd., 2015; 7e éd., 2021).
- Conception de La Grammaire en tableaux (1991) et de La Nouvelle Grammaire en tableaux (2003 et 2009).
- Conception du Multi des jeunes : Dictionnaire de la langue française (1re éd., 1997 ; 2e éd., 2018).
- Élaboration du Dictionnaire de la gestion de la production et des stocks en collaboration avec l'Association canadienne pour la gestion de la production et des stocks (1993).
- Conception et rédaction du Dico pratique, édition internationale du Multidictionnaire, coédité en septembre 1989 par Larousse et Québec Amérique.
- Participation aux travaux du Comité de terminologie française de l'Ordre des comptables agréés du Québec de 1991 à 1995.

## Prix et distinctions
- En 1990, la Chambre de commerce du Québec attribue le Mercure de l'innovation aux Éditions Québec Amérique pour le Multidictionnaire de la langue française.
- En 1998, Marie-Éva de Villers reçoit la Médaille de l’Académie des lettres du Québec pour l’ensemble de son œuvre et son engagement envers la langue française.
- Elle est nommée Chevalière de l’Ordre national du Québec en 1999[1].
- Elle devient, en 2001, la première lauréate du Mérite de l’Ordre des traducteurs, terminologues et interprètes agréés du Québec, distinction soulignant des réalisations exceptionnelles échelonnées sur toute une carrière dans le domaine des professions langagières.
- En 2002, elle reçoit le Mérite du français dans la culture décerné par l’Union des écrivaines et des écrivains québécois, l’Union des artistes, la Société des auteurs, recherchistes, documentalistes et compositeurs en collaboration avec l’Office de la langue française.
- Le 22 mars 2004, l’Office québécois de la langue française lui attribue le Prix Camille-Laurin pour sa contribution exceptionnelle à la qualité de la langue au Québec.
- Le 8 novembre 2006, Marie-Éva de Villers reçoit le prix Georges-Émile-Lapalme (Prix du Québec), qui couronne la carrière d’une personne ayant contribué de façon exceptionnelle, par son engagement, par son œuvre et par sa carrière, à la qualité et au rayonnement de la langue française au Québec.
- En mai 2008, l’Université de Montréal la nomme diplômée d’honneur et lui remet la médaille de la Faculté des arts et des sciences[2].
- Le 21 novembre 2013, elle est nommée membre de l’Ordre du Canada[3].

## Publications
- Multidictionnaire de la langue française, Montréal, Éditions Québec Amérique [1re éd., 1988 ; 2e éd., 1992 ; 3e éd., 1997 ; 4e éd., 2003 ; 5e éd., 2009 ; 6e éd., 2015 ; 7e éd., 2021].
- La Nouvelle Grammaire en tableaux, Montréal, Éditions Québec Amérique [La Grammaire en tableaux, 1re éd., 1991 ; 2e éd., 1997 ; 3e éd., 2009].
- Profession Lexicographe, coll. « Profession », sous la direction de Benoît Melançon et Florence Noyer, Presses de l’Université de Montréal, 2006.
- Le Vif Désir de durer. Illustration de la norme réelle du français québécois, Montréal, Éditions Québec Amérique, 2005.
- Multi des jeunes. Dictionnaire de la langue française, Montréal, Éditions Québec Amérique, 1997.
- Dictionnaire de la gestion de la production et des stocks, en collaboration avec l'Association canadienne pour la gestion de la production et des stocks, Montréal, Presses HEC • Québec Amérique, 1993.
- Francisation des entreprises 1970-1989 : Analyse de l'activité terminologique québécoise, Québec, Conseil de la langue française, 1990.
- Dico pratique, Paris, Larousse et Québec Amérique, 1989.
- Vocabulaire du micro-ordinateur, Montréal, Office de la langue française et Les Publications du Québec, 1986.
- Vocabulaire des marchés publics, Montréal, Office de la langue française et Éditeur officiel du Québec, 1985.
- Vocabulaire de la gestion de la production, Montréal, Office de la langue française et Éditeur officiel du Québec, 1981.
- Vocabulaire des imprimés administratifs, Montréal, Office de la langue française et Éditeur officiel du Québec, 1979.
- Vocabulaire de l'informatique de gestion, Montréal, Office de la langue française et Éditeur officiel du Québec, 1975.
- Lexique de la prévention des accidents, Montréal, Office de la langue française, 1972.